# Вейник наземный
Ве́йник назе́мный или Вейник обыкнове́нный (лат. Calamagróstis epigéjos) — многолетнее травянистое растение; вид рода Вейник (Calamagrostis) семейства Злаки, или Мятликовые (Poaceae).

## Название
Латинское родовое название встречается ещё у Диоскорида, образовано от двух слов греческого происхождения лат. cálamus. (от др.-греч. κάλαμος — тростник, камыш) и лат. Agróstis (от др.-греч. ἄγρωστις — кормовая трава рода Полевица), что указывает на сходство с этими растениями.
Русское родовое название «вейник» происходит от глагола «веять».
Видовой эпитет лат. epigéjos происходит от др.-греч. ἐπι- «на-, над-» и др.-греч. γῆ «земля»; русское видовое название является его зеркальным переводом.

## Ботаническое описание
Травянистый многолетник 70—150 (до 180) см в высоту. Разрастается и вегетативно размножается за счёт длинных, шнуровидных ползучих корневищ, образуя заросли.
Стебель прямостоячий, под метёлкой шероховатый, с 3—5 расставленными узлами.
Листья расположены в нижней части стебля, жёсткие, голубовато- или серовато-зелёные, до 40 см длиной и 3—8 (до 12) мм шириной, шероховатые; лигула плёнчатая, 5—8 (до 12) мм длиной; их влагалища голые или волосистые.
Цветки мелкие, невзрачные, собраны в крупные метёлки около 20 см длиной. Колоски 5—7,5 мм длиной, одноцветковые. Окраска зрелых колосков может варьировать от соломенно-жёлтой до красноватой. Колосковые чешуи слабо килеватые, длиннее цветковых. Верхняя колосковая чешуя не более чем на 1 мм короче нижней; нижняя цветковая чешуя у основания с пучком волосков, которые равны ей или немного длиннее, около 4,5 мм длиной, с прямой остью около 3 мм, отходящей от середины спинки и не выступающей из колоска; волоски каллуса до 7—9 мм длиной, что почти вдвое длиннее цветков.
Цветёт в июне—июле, плодоносит в августе.

## Распространение и экология
Распространён повсеместно, обыкновенно. Этот вид является одним из самых распространённых по всей Евразии. В Северной Америке и Сомали появляется как заносное.
Вид широко распространён в лесной зоне, лесостепи и в горных районах. Нетребователен к почве, растёт на песке, выносит значительное засоление. Приурочен к почвам разной степени оподзоленности. Одно из основных растений лесостепи Западной Сибири на солонцеватых и солонцевато-солончаковых почвах.

## Значение и применение
Поедается скотом только в молодом состоянии ранней весной. Устойчив к выпасу и сенокошению. Даёт жёсткое, плохо поедаемое сено. Кроме плохой поедаемости отмечена плохая переваримость. Северным оленем (Rangifer tarandus) поедается только в начале лета, листья, метёлки не особенно охотно.
В начале вегетации поедается европейским лосём (Alces alces Linnaeus).
Солома вейника всё ещё используется для плетения матов, подстилок, метёлок, перекрытия крыш.
Высушенные соцветия используются для составления сухих букетов.
| Фаза         | От абсолютного сухого вещества в % | От абсолютного сухого вещества в % | От абсолютного сухого вещества в % | От абсолютного сухого вещества в % | От абсолютного сухого вещества в % |
| Фаза         | золы                               | протеина                           | жира                               | клетчатки                          | БЭВ                                |
| ------------ | ---------------------------------- | ---------------------------------- | ---------------------------------- | ---------------------------------- | ---------------------------------- |
| До цветения  | 12,8                               | 7,2                                | 2,7                                | 22,8                               | 54,5                               |
| Цветение     | 8,2                                | 7,2                                | 2,6                                | 34,0                               | 48,0                               |
| Плодоношение | 6,4                                | 3,9                                | 2,3                                | 40,0                               | 47,4                               |
| Отава        | 11,4                               | 7,4                                | 2,0                                | 34,5                               | 44,7                               |

## Таксономия
Вид Вейник наземный относится к роду Вейник (Calamagrostis) семейства Злаки, или Мятликовые (Poaceae) порядка Злакоцветные, или Мятликоцветные (Poales) .

Кладограмма в соответствии с Системой APG IV:
|  |                                      |  |                                   |                                   |                 |  | ещё 13 семейств | ещё 13 семейств |                 |  |  |  | еще 178 видов |
|  |                                      |  |                                   |                                   |                 |  | ещё 13 семейств | ещё 13 семейств |                 |  |  |  | еще 178 видов |
|  |                                      |  |                                   | порядок Злакоцветные              |                 |  |                 |                 | род Вейник      |  |  |  |               |
|  |                                      |  |                                   | порядок Злакоцветные              |                 |  |                 |                 | род Вейник      |  |  |  |               |
|  | отдел Цветковые, или Покрытосеменные |  |                                   |                                   | семейство Злаки |  |                 |                 | Вейник наземный |  |  |  |               |
|  | отдел Цветковые, или Покрытосеменные |  |                                   |                                   | семейство Злаки |  |                 |                 |                 |  |  |  |               |
|  |                                      |  | ещё 63 порядка цветковых растений | ещё 63 порядка цветковых растений |                 |  |                 | ещё 120 родов   | ещё 120 родов   |  |  |  |               |
|  |                                      |  |                                   | ещё 63 порядка цветковых растений |                 |  |                 |                 | ещё 120 родов   |  |  |  |               |

### Синонимы
Гомотипные синонимы:
- Arundo epigejos L., 1753basionym
- Agrostis epigejos (L.) Raspail, 1825
- Athernotus epigejos (L.) Dulac, 1867
- Calamagrostis effusa Paxton, 1840, nom. superfl.
- Deyeuxia epigejos (L.) Mabb., 2017